# Bukor
Bukor (izvirno srbsko Букор) je naselje v Srbiji, ki upravno spada pod Mesto Šabac; slednja pa je del Mačvanskega upravnega okraja.

## Demografija
V naselju, katerega izvirno (srbsko-cirilično) ime je Букор, živi 665 polnoletnih prebivalcev, pri čemer je njihova povprečna starost 44,0 let (42,7 pri moških in 45,4 pri ženskah). Naselje ima 238 gospodinjstev, pri čemer je povprečno število članov na gospodinjstvo 3,44.
To naselje je, glede na rezultate popisa iz leta 2002, večinoma srbsko.
|  |

| Demografija | Demografija     | Demografija     |
| Leto        | Št. prebivalcev | Št. prebivalcev |
| ----------- | --------------- | --------------- |
|             |                 |                 |
|             |                 |                 |
|             |                 |                 |
|             |                 |                 |
| 1948        | 1744            |                 |
| 1953        | 1823            |                 |
| 1961        | 1712            |                 |
| 1971        | 1600            |                 |
| 1981        | 1167            |                 |
| 1991        | 942             | 942             |
| 2002        | 819             | 818             |
|             |                 |                 |

| Etnična sestava po popisu iz leta 2002 | Etnična sestava po popisu iz leta 2002 | Etnična sestava po popisu iz leta 2002 | Etnična sestava po popisu iz leta 2002 | Etnična sestava po popisu iz leta 2002 |
| -------------------------------------- | -------------------------------------- | -------------------------------------- | -------------------------------------- | -------------------------------------- |
| Srbi                                   | Srbi                                   |                                        | 813                                    | 99,38%                                 |
| Neznano                                | Neznano                                |                                        | 4                                      | 0,48%                                  |